# Buchanan-érem
A Buchanan-érem a Royal Society egyik érme, amit az orvostudomány terén elért felfedezésekért osztják ki.

## A díjazottak
- 2020 Douglass Turnbull
- 2019 Gillian Griffiths
- 2018 Adrian Bird
- 2017 Peter Ratcliffe
- 2015 Irwin McLean
- 2013 Douglas Higgs
- 2011 Stephen Jackson
- 2010 Peter Cresswell
- 2008 Christopher Marshall
- 2006 Iain MacIntyre
- 2004 Sir David Lane
- 2002 Michael Waterfield
- 2000 William Peart
- 1998 Barry Marshall
- 1996 Norman Henry Ashton
- 1992 Denis Burkitt
- 1990 Cyril Clarke
- 1987 George Radda
- 1982 Sir Frederick Warner
- 1977 David Evans
- 1972 Richard Doll
- 1967 Graham Wilson
- 1962 Landsborough Thomson
- 1957 Neil Hamilton Fairley
- 1952 Rickard Christophers
- 1947 Edward Mellanby
- 1942 Wilson Jameson
- 1937 Frederick Fuller Russell
- 1932 Thorvald Madsen
- 1927 Major Greenwood
- 1922 David Bruce
- 1917 Amroth Wright
- 1912 William Craw
- 1907 William Henry Power
- 1902 Sydney Arthur Monckton Copeman
- 1897 John Simon